# Terem, Szabolcs-Szatmár-Bereg
Terem  este un sat în districtul Nyírbátor, județul Szabolcs-Szatmár-Bereg, Ungaria, având o populație de 648 de locuitori (2011). 

## Demografie
Componența etnică a satului Terem
     Maghiari (98,8%)
     Români (1,2%)
Componența confesională a satului Terem
     Romano-catolici (27,62%)
     Greco-catolici (23,61%)
     Reformați (5,09%)
     Fără religie (1,39%)
     Necunoscută (42,28%)
Conform recensământului din 2011, satul Terem avea 648 de locuitori. Din punct de vedere etnic, majoritatea locuitorilor (98,8%) erau maghiari, cu o minoritate de români (1,2%). Nu există o religie majoritară, locuitorii fiind romano-catolici (27,62%), greco-catolici (23,61%), reformați (5,09%) și persoane fără religie (1,39%). Pentru 42,28% din locuitori nu este cunoscută apartenența confesională.